# Andreas Schwaller
Andreas «Andi» Schwaller (* 8. Juli 1970 in Recherswil) ist ein Schweizer Curler. 

## Karriere
Sein internationales Debüt hatte Schwaller im Jahr 1993 bei der Curling-Europameisterschaft in Leukerbad, wo er mit seinem Team die Bronzemedaille gewann.
Bei der Curling-Weltmeisterschaft der Herren 2001 in Lausanne kam das Schweizer Team – mit Schwaller auf der Position Third – in den Final, den es gegen Schweden um Skip Peter Lindholm verlor. Bei den XIX. Olympischen Winterspielen 2002 in Salt Lake City war Schwaller Skip der Schweizer Curlingmannschaft. Sie gewann die Bronzemedaille nach einem 7:3-Sieg gegen wiederum Schweden um Skip Peter Lindholm. An der Curling-Europameisterschaft 2006 in Basel wurde das Schweizer Team um Skip Andreas Schwaller Europameister.
Im Jahr 2008 trat er vom Spitzensport zurück. Von 2010 bis 2020 war Schwaller Nationalcoach und Sportchef des Schweizer Curlingverbandes.

## Erfolge
- 3. Platz Europameisterschaft 1993
- 2. Platz Weltmeisterschaft 2001
- 2. Platz Europameisterschaft 2001
- 3. Platz Olympische Winterspiele 2002
- Europameister 2006

## Privates
Seit 2007 ist Schwaller Inhaber und Geschäftsführer eines Personalcoaching-Unternehmens. Er ist der Bruder von Christof Schwaller und Onkel von Yannick Schwaller, beide ebenfalls erfolgreiche Curler. Er ist mit der früheren deutschen Curling-Nationalspielerin Heike Schwaller verheiratet. Das Ehepaar hat zwei Töchter.